# تحدث معي (فلم 2022)
يعد الفيلم الأسترالي تحدث معي (2022) فيلم رعب خارق للطبيعة من إخراج داني و مايكل فيليبو و كتابة داني فيليبو و بيل هينزمان استنادا على فكرة دالي بيرسون. من بطولة صوفي وايلد ، ألكسندرا جينسون، جو بيرد، أوتيس دهانجي، ميراندا أوتو، و زوي تيراكس. يتتبع الفيلم مجموعة من المراهقين اكتشفوا أن لديهم القدرة على التواصل مع الأرواح باستخدام يد غامضة، مقطوعة و محنطة، إلا أن الأمور تسير إلى ما أبعد من ذلك.
تم عرض فيلم تحدث معي لأول مرة في مهرجان أديلايد السينمائي في 30 أكتوبر 2022, و أطلقته شركة ماسلو للترفيه في أستراليا في 27 يوليو 2023. تلقى الفيلم آراء إيجابية من قبل النقاد حيث أشادوا بقصته، الإخراج، سلسلات الرعب، التأثيرات العملية، تصميم الصوت، و العروض مع تلقي وايلد و بيرد الثناء بشكل خاص. لقد كان شباك التذاكر ناجحا حيث حقق أرباحا بقيمة 91 مليون دولار في العالم مقابل ميزانية قدرها 4.5 مليون دولار، فأصبح بذلك فيلم الرعب الأكثر ربحا على قناة A24 و ثاني فيلم أكثر ربحا بشكل إجمالي. هناك تكملة قيد التطوير حاليًا.